# Dalzell (Caroline du Sud)
Pour les articles homonymes, voir Dalzell.
Dalzell est un census-designated place du  comté de Sumter en Caroline du Sud, aux États-Unis.